# Prescription de l'action publique en droit pénal français
La prescription de l'action publique en droit pénal français est la période durant laquelle l'action publique doit être entamée faute d'extinction. L'action publique peut aussi être prescrite immédiatement après un événement particulier, on parle alors d'extinction.
L'étude de cette prescription suppose, l'étude des causes légales de celle-ci, de leur durée et de leur modalité de calcul. Depuis la loi du 17 juin 2008, l'action civile exercée devant les juridictions répressives obéit aux mêmes règles.
Seuls les crimes contre l'humanité sont imprescriptibles en droit français. 

## Causes légales d'extinction
Les causes légales d'extinction sont contenues dans l'article 6 du code de procédure pénale. Ces causes entraînent l'extinction immédiate de l'action publique mais pas de l'action civile.
« L'action publique pour l'application de la peine s'éteint par la mort du prévenu, la prescription, l'amnistie, l'abrogation de la loi pénale et la chose jugée.

Toutefois, si des poursuites ayant entraîné condamnation ont révélé la fausseté du jugement ou de l'arrêt qui a déclaré l'action publique éteinte, l'action publique pourra être reprise ; la prescription doit alors être considérée comme suspendue depuis le jour où le jugement ou arrêt était devenu définitif jusqu'à celui de la condamnation du coupable de faux ou usage de faux.

Elle peut, en outre, s'éteindre par transaction lorsque la loi en dispose expressément ou par l'exécution d'une composition pénale ; il en est de même en cas de retrait de plainte, lorsque celle-ci est une condition nécessaire de la poursuite. »
— Article 6 du code de procédure pénale
Ces causes sont donc : la mort du prévenu, la prescription, l'amnistie, l'abrogation de la loi pénale et la chose jugée mais aussi l'exécution d'une composition pénale et dans certains cas le retrait de la plainte de la victime ou la  transaction.

### Causes d'extinction de l'action publique étrangères au mis en cause
Les causes d'extinction de l'action publique étrangères au mis en cause sont listées dans le premier alinéa de l'article 6 du code de procédure pénale : la mort du prévenu, la prescription, l'amnistie, l'abrogation de la loi pénale et la chose jugée.

#### Mort du prévenu
En cas de décès du délinquant, l'action publique est éteinte dans tous les cas en raison de l'application du principe de personnalité des peines.  
Pour les personnes morales, il est à noter que la Cour de cassation, dans un arrêt du 20 juin 2000 a assimilé au décès du délinquant la fusion-absorption d'une société, emportant dissolution avec transmission du patrimoine à la société absorbante, et donc perte de son existence juridique.

## Durée des délais de prescription de l'action publique
Les durées de prescriptions pour l'action l'action publique sont réglementées aux articles 7, 8 et 9 du code de procédure pénale.
« L'action publique relative aux crimes prévus par le présent sous-titre, ainsi que les peines prononcées, sont imprescriptibles. »
— Article 213-5 du code pénal (crime contre l'humanité)
« En matière de crime et sous réserve des dispositions de l'article 213-5 du code pénal, l'action publique se prescrit par vingt années révolues à compter du jour où le crime a été commis si, dans cet intervalle, il n'a été fait aucun acte d'instruction ou de poursuite.

S'il en a été effectué dans cet intervalle, elle ne se prescrit qu'après vingt années révolues à compter du dernier acte. Il en est ainsi même à l'égard des personnes qui ne seraient pas impliquées dans cet acte d'instruction ou de poursuite.

Le délai de prescription de l'action publique des crimes mentionnés à l'article 706-47 du présent code et le crime prévu par l'article 222-10 du code pénal, lorsqu'ils sont commis sur des mineurs, est de trente ans et ne commence à courir qu'à partir de la majorité de ces derniers. »
— Article 7 du code de procédure pénale
« En matière de délit, la prescription de l'action publique est de six années révolues ; elle s'accomplit selon les distinctions spécifiées à l'article précédent.

Le délai de prescription de l'action publique des délits mentionnés à l'article 706-47 et commis contre des mineurs est de dix ans ; celui des délits prévus par les articles 222-12, 222-30 et 227-26 du code pénal est de vingt ans ; ces délais ne commencent à courir qu'à partir de la majorité de la victime. »
— Article 8 du code de procédure pénale
« En matière de contravention, la prescription de l'action publique est d'une année révolue ; elle s'accomplit selon les distinctions spécifiées à l'article 7. »
— Article 9 du code de procédure pénale

### Ouvrages utilisés
- Bernard Bouloc, Procédure pénale, Paris, Dalloz, 2010, 22e éd., 1074 p. (ISBN 978-2-247-08684-9)